# Edward Stanley (lord Stanley)
Pour les articles homonymes, voir Edward Stanley.
Edward Montagu Cavendish Stanley, Lord Stanley, (9 juillet 1894 - 16 octobre 1938) est un homme politique conservateur britannique. Fils aîné de Edward Stanley (17e comte de Derby), il occupe des fonctions politiques mineures avant d'être nommé Secrétaire d'État aux Dominions en 1938, siégeant au cabinet aux côtés de son frère Oliver Stanley. Cependant, il est décédé quelques mois seulement après cette nomination, à l'âge de 44 ans, son fils aîné, Edward Stanley (18e comte de Derby), devenant héritier du comté à sa place.

## Jeunesse et éducation
Stanley est né à Marylebone, Londres, le fils aîné et héritier apparent d'Edward Stanley (17e comte de Derby), et de Lady Alice Montagu. Il est particulièrement bien connecté aux principales familles politiques.
Son père Edward Stanley (17e comte de Derby), est au moment de sa naissance député conservateur de Westhoughton, Lancashire, et ensuite secrétaire d'État à la Guerre de 1916 à 1918 et de 1922 à 1924. Son grand-père paternel, le 16e comte de Derby, est un ancien député du Lancashire, secrétaire colonial et gouverneur général du Canada. Son arrière-oncle, Edward Stanley (15e comte de Derby), est deux fois de ministre des Affaires étrangères et est le beau-père du premier ministre Lord Salisbury, tandis que son ancêtre le plus connu est son arrière-grand-père Edward Smith-Stanley (14e comte de Derby), qui est chef du Parti conservateur pendant 22 ans (1846-1868; le plus long mandat dans ce poste) et trois fois premier ministre (1852, 1858-1859 et 1866-1868). Sa grand-mère paternelle, Lady Constance Villiers, est la fille de George Villiers (4e comte de Clarendon), qui est ministre des Affaires étrangères, à trois reprises. Les oncles de Lord Stanley, Sir Arthur et Sir George Stanley (homme politique) sont également députés conservateurs.
Son grand-père maternel est William Montagu (7e duc de Manchester), également pair et député conservateur. Sa grand-mère maternelle, Louisa von Alten, s'est mariée après la mort du duc de Manchester, avec Spencer Cavendish (8e duc de Devonshire), également connu sous le nom de Lord Hartington, ancien chef du Parti libéral.
Sa sœur Victoria épouse Neil Primrose, le fils du premier ministre libéral Lord Rosebery. Oliver Stanley est son frère cadet et son fils Richard est devenu député.
Il est devenu connu sous le titre de courtoisie Lord Stanley en 1908, lorsque son père devient comte de Derby. Il fait ses études au Collège d'Eton et Magdalen College, Oxford .

## Carrière militaire
Lord Stanley est nommé sous-lieutenant le 2 juillet 1914. Il est promu lieutenant temporaire dans les Grenadier Guards le 15 novembre 1914 plus tard avec ancienneté à partir du 3 novembre 1914 et devient lieutenant de corps le 11 novembre 1914.
Le 29 janvier 1916, il est nommé capitaine temporaire surnuméraire avec les gardes abandonnant le grade le 12 mai 1916. Lord Stanley est nommé adjudant du bataillon des ménages nouvellement formé le 9 septembre 1916, toujours comme capitaine temporaire. Il reçoit un capitainat substantiel le 26 septembre 1916 et sert comme adjudant jusqu'au 12 janvier 1917.
Il est nommé capitaine d'état-major et détaché le 13 août 1917 et nommé major de brigade le 22 janvier 1918, poste qu'il occupe jusqu'au 11 mars 1918. Il sert comme officier d'état-major général, 3e grade, du 6 mai 1918  au 8 octobre 1918. Le 9 octobre 1918, il est à nouveau nommé major de brigade, jusqu'au 2 novembre 1919. Lord Stanley reçoit la Croix militaire le 3 juin 1919, pour son service en Italie. Le 27 novembre 1920, il se retire de l'armée et entre dans la réserve d'officiers en tant que capitaine.

## Carrière politique
Lord Stanley est élu pour la première fois au Parlement le 28 juin 1917 lors d'une élection partielle à Liverpool Abercromby. Il quitte le Parlement l'année suivante, lorsque le siège est aboli pour les élections générales de 1918 ,. Pendant ce temps, il est le bébé de la maison. Il est réélu au Parlement lors des élections générales de 1922 pour Fylde . Il sert sous Stanley Baldwin en tant que Lords du Trésor jounior de 1924 à 1927 et est vice-président du Parti conservateur de 1927 à 1929.
Lors de la formation du gouvernement national après 1931, Stanley est nommé secrétaire parlementaire et financier de l'Amirauté sous Ramsay MacDonald . Le 26 février 1934, il est admis au Conseil privé. En 1935, il est nommé sous-secrétaire d'État aux Affaires fédérales par Baldwin, et plus tard cette même année, secrétaire parlementaire et financier de l'Amirauté. Deux ans plus tard, Lord Stanley devient Sous-secrétaire d'État à l'Inde. Le 16 mai 1938, il entre au cabinet en tant que Secrétaire d'État aux Dominions. Son frère, Oliver, fait également partie du Cabinet en tant que président de la Chambre de commerce. Cependant, en octobre 1938, cinq mois après sa nomination au cabinet, Lord Stanley meurt à Marylebone, à l'âge de 44 ans. Neville Chamberlain lui rend hommage à la Chambre des communes : «En effet, sa passion et son intérêt pour les relations impériales étaient si grands qu'il a insisté pour concrétiser son intention de se rendre au Canada, même s'il souffrait alors de la maladie qui a maintenant terminé fatalement. Peut-être y aurait-il, pour la première fois, eu l'occasion de montrer toute l'étendue de ses pouvoirs, car ceux qui le connaissaient le mieux avaient depuis longtemps reconnu qu'il possédait à un degré exceptionnel les hautes qualités de jugement ferme et de bonne qualité sens, combiné avec un altruisme complet et absolu et l'intégrité du but. " 

## Famille
Lord Stanley épouse l'honorable Sibyl Louise Beatrix Cadogan, fille de Henry Arthur Cadogan, en 1917. Ils ont trois fils. Il est décédé à Marylebone, Londres, en octobre 1938, à l'âge de 44 ans, dix ans avant son père. Son fils aîné Edward succède à son grand-père dans le comté en 1948. Un autre fils, Richard, est devenu plus tard député de Fylde North. Lady Stanley est décédée en juin 1969, à l'âge de 76 ans .